# Richia proclivis
Richia proclivis là một loài bướm đêm trong họ Noctuidae.